# 226
226（二百二十六、にひゃくにじゅうろく）は自然数、また整数において、225の次で227の前の数である。

## 性質
- 226 は合成数であり、約数は1, 2, 113 と 226 である。
  - 約数の和は342。
    - 約数関数から導き出される数列 {\displaystyle a_{n}=\sigma (a_{n-1})} はその初期値によって異なる数列になる。異なる数列になる23番目の初期値(最小の値)を表す数である。1つ前は218、次は243。(ただし1を除く)(オンライン整数列大辞典の数列 A257348)
- 76番目の半素数である。1つ前は221、次は235。
- 各位の和が10になる22番目の数である。1つ前は217、次は235。
- 各位の平方和が44になる最小の数である。次は262。(オンライン整数列大辞典の数列 A003132)
  - 各位の平方和が n になる最小の数である。1つ前の43は335、次の45は36。(オンライン整数列大辞典の数列 A055016)
- 各位の立方和が232になる最小の数である。次は262。(オンライン整数列大辞典の数列 A055012)
  - 各位の立方和が n になる最小の数である。1つ前の231は12223335、次の233は1226。(オンライン整数列大辞典の数列 A165370)
- 226 = 12 + 152
  - 異なる2つの平方数の和で表せる68番目の数である。1つ前は225、次は229。(オンライン整数列大辞典の数列 A004431)
  - 226 = 152 + 1
    - n = 2 のときの 15n + 1 の値とみたとき1つ前は16、次は3376。
    - n = 15 のときの n2 + 1 の値とみたとき1つ前は197、次は257。(オンライン整数列大辞典の数列 A002522)
- 226 = 12 + 92 + 122 = 82 + 92 + 92
  - 3つの平方数の和2通りで表せる55番目の数である。1つ前は218、次は228。(オンライン整数列大辞典の数列 A025322)
  - 226 = 12 + 92 + 122
    - 異なる3つの平方数の和1通りで表せる70番目の数である。1つ前は224、次は235。(オンライン整数列大辞典の数列 A025339)
- 226 = 13 + 13 + 23 + 63
  - 4つの正の数の立方数の和で表せる50番目の数である。1つ前は224、次は233。(オンライン整数列大辞典の数列 A003327)

## その他 226 に関連すること
- 年始から数えて226日目は8月14日。
- 西暦226年
- 第226代ローマ教皇はグレゴリウス13世（在位：1572年5月14日～1585年4月10日）である。
- 二・二六事件
- JR西日本227系電車に搭載される、モハ226形、クモハ226形。